# Ruppoldsried
Ruppoldsried är en ort i kommunen Rapperswil i kantonen Bern, Schweiz. Orten ligger 15 km norr om Bern i dalen söder om floden Limpach.
Ruppoldsried var tidigare en självständig kommun, men inkorporerades i kommunen Rapperswil den 1 januari 2013.